# Малокрасноярский сельсовет
Малокрасноя́рский сельсове́т — сельское поселение в Кыштовском районе Новосибирской области.
Административный центр — село Малокрасноярка.

## География
Территория поселения общей площадью 197,55 км² расположена на расстоянии 650 километров от областного центра, в 46 километрах от районного центра Кыштовка и в 208 километрах от ближайшей железнодорожной станции Чаны. Протяжённость поселения с севера на юг составляет 28 километров и с запада на восток — 26 километров.

## История
Малокрасноярский сельский совет образован в 1925 году в составе Малокрасноярского района Барабинского округа Сибирского края.
В 1931 году Малокрасноярский район был ликвидирован. Малокрасноярский сельский совет вошёл в Кыштовский район Барабинского округа Западно-Сибирского края.

## Население
| 2002 | 2007 | 2010 | 2012 | 2013 | 2014 | 2015 |
| ---- | ---- | ---- | ---- | ---- | ---- | ---- |
| 674  | ↘608 | ↘536 | ↘530 | ↘509 | ↘497 | ↘486 |
| 2016 | 2017 | 2018 | 2019 | 2020 | 2021 |      |
| ↘483 | ↘468 | ↘458 | ↘456 | ↘442 | ↘421 |      |

Этнический состав: преобладают русские, чуваши, татары, немцы.

## Состав сельского поселения
| № | Населённый пункт | Тип населённого пункта       | Население |
| - | ---------------- | ---------------------------- | --------- |
| 1 | Малая Скирла     | деревня                      | ↘263      |
| 2 | Малокрасноярка   | село, административный центр | ↘261      |
| 3 | Старая Скирла    | деревня                      | ↘12       |